# Champigny (Yonne)
Champigny es una localidad y comuna francesa situada en la región de Borgoña, departamento de Yonne, en el distrito de Sens y cantón de Pont-sur-Yonne.

## Demografía
| 1 258 | 1 343 | 1 387 | 1 473 | 1 690 | 1 659 | 1 729 | 1 778 | 1 620 | 1 541 | 1 567 | 1 486 | 1 392 | 1 375 | 1 299 | 1 264 | 1 179 | 1 125 | 1 110 | 1 009 | 1 026 | 1 162 | 1 221 | 1 094 | 1 065 | 1 101 | 1 167 | 1 143 | 1 424 | 1 782 | 1 887 | 2 021 |
| Para los censos de 1962 a 1999 la población legal corresponde a la población sin duplicidades (Fuente: INSEE [Consultar]) |       |       |       |       |       |       |       |       |       |       |       |       |       |       |       |       |       |       |       |       |       |       |       |       |       |       |       |       |       |       |       |